# Tschechische Minderheit im Banat
Die Tschechische Minderheit im Banat ist eine kleine ethnische Minderheit, die vorwiegend in Rumänien, aber in einer geringeren Zahl auch in Serbien lebt. Die tschechische Bezeichnung für die Minderheit ist pémové (von Böhmen), die rumänische Cehi oder Pemi, die ungarische Bánáti csehek.

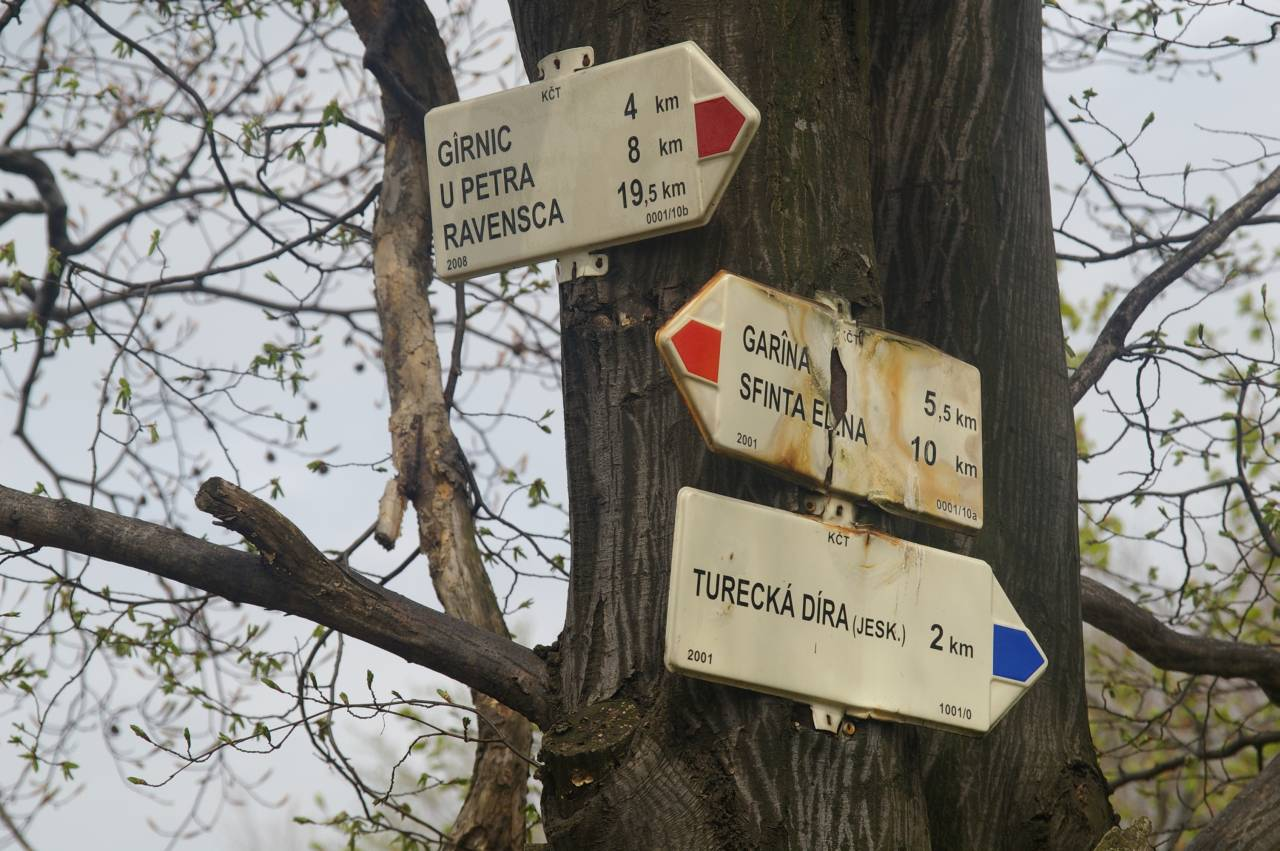
Wegweiser des Klub českých turistů im Banat mit zum Teil tschechischen Ortsnamen

## Geschichte
Im frühen 19. Jahrhundert siedelten sich Menschen aus den verschiedensten Teilen der Donaumonarchie in Rumänien an. Aus Böhmen, besonders aus Mittelböhmen, kamen ca. 9000 Auswanderer, die sich im südlichen Banat niederließen und dort mehrere Dörfer gründeten. Ein Grund dafür war ähnlich wie bei den Banater Schwaben die Holzwirtschaft. Als Anreiz, sich hier niederzulassen, dienten Privilegien wie Befreiung von Steuern und vom mehrjährigen Wehrdienst. Teilweise wurden die Menschen auch von privaten Unternehmern mit falschen Versprechungen von Land und Arbeit angelockt. Dies galt vor allem für die erste Besiedlungswelle von 1824 bis 1825, die von einem ungarischen Holzunternehmer namens János Magyarly organisiert wurde. Nach dem Abschluss der Rodungsarbeiten verschwand er, ohne seine Zusagen an die Arbeiter einzuhalten. Viele Siedler traten daraufhin in die Armee ein. Die zweite, größere Welle von 1827 bis 1828 war bereits hauptsächlich militärisch organisiert, ihr Ziel war die Besiedlung des grenznahen Gebietes im Banater Gebirge am Eisernen Tor aus militärstrategischen Gründen (Wehrbauerntum). Einkommensquellen waren vor allem Holz- und Landwirtschaft, später aber auch Steinkohlebergbau.
Auf der rumänischen Seite der Donau entstanden so mehrere tschechische Ansiedlungen, von denen sechs noch überwiegend oder ausschließlich von Tschechen bewohnt sind:
- Eibentál (rum.: Eibenthal)
- Rovensko (rum.: Ravensca)
- Svatá Helena (rum.: Sfânta Elena)
- Gerník (rum.: Gârnic)
- Bígr (rum.: Bigăr)
- Šumice (rum.: Șumița)

Auch in der Stadt Orșova (tschechisch Oršava) siedelten sich Banater Tschechen an. Andere Dörfer wie das 1823 als erstes gegründete Svatá Alžběta (Elisabethfeld) oder Frauvízn (dt.: Frauenwiese, rum. Poiana Muierii) wurden wieder aufgelassen. Ein Grund hierfür waren Probleme mit der Wasserversorgung, die durch die militärstrategisch günstige Lage mancher Dörfer oben auf den Hügeln bis heute schwierig ist. Auf der serbischen Seite ist, unweit der Grenze zu Rumänien, Češko Selo (gegründet 1837) zu erwähnen.
Als das Banat 1861 unter ungarische Herrschaft fiel, gab es noch eine dritte, kleinere Einwanderungswelle, in deren Zuge aber keine neuen Ortschaften gegründet wurden: Wenige Immigranten verteilten sich auf die bis dahin nicht tschechisch besiedelten Dörfer Clopodia im Kreis Caraș-Severin (1862), Peregul Mare im Kreis Arad (1863) und Scãiuș im Kreis Arad (1863–1865), in denen heute nur noch wenige Tschechen leben. Abseits von diesen organisierten Einwanderungswellen kamen aber immer wieder auch Einzelpersonen, hauptsächlich Handwerker, die aber hauptsächlich in größere Städte zogen und rasch assimiliert wurden.
Im Gegensatz dazu entstand in den kleinen Dörfern aufgrund der Isolation in der gebirgigen Landschaft nur wenig Kontakt zur rumänischsprachigen Umgebung, auch vom übrigen tschechischen Sprachraum waren die kleinen Sprachinseln weitgehend abgeschnitten. So konnte sich das sprachliche und kulturelle Leben aus dem 19. Jahrhundert weitgehend erhalten. Die Sprache der Banater Tschechen zeichnet sich daher durch altmodische Formen und einige rumänische Lehnwörter aus.
Eine weitere Gruppe von Auswanderern kam 1828 aus dem Raum Pilsen-Böhmerwald. Hierbei handelte es sich jedoch nicht um Tschechen, sondern um Deutschböhmen, die etwas nördlich des Siedlungsgebiets der Banater Tschechen die Dörfer Gărâna (Wolfsberg), Brebu Nou (Weidenthal), Poiana (Wolfswiese) und Lindenfeld gründeten.

## Heutige Situation
Die tschechischen Dörfer haben mit einem starken Bevölkerungsschwund zu kämpfen. Bedingt wird dies (nach einer ersten Auswanderungswelle 1947–49) vor allem durch Abwanderung der Jugend nach Tschechien seit der Öffnung der Grenzen nach dem Fall des Kommunismus ab 1990. Insgesamt lebten 2002 noch 3.938 Tschechen im rumänischen Banat und 1.648 Tschechen in der Vojvodina (meistens im serbischen Banat). In Lindenfeld wurden 2002 keine Einwohner mehr registriert.
Zur Jahrtausendwende wurde damit begonnen, neben der Landwirtschaft den Tourismus (vor allem aus Tschechien) als neue Einnahmensquelle zu erschließen. Insgesamt wurden die Kontakte zu Tschechien intensiviert, 2007 wurde ein wöchentlich verkehrender Busservice von Svatá Helena nach Prag in Betrieb genommen.
Die tschechische Volksgruppe ist in Rumänien als ethnische Minderheit anerkannt und hat als solche einen Sitz in der Camera Deputaților, dem Unterhaus des rumänischen Parlaments.

## Tschechische Bevölkerungsanteile nach Gemeinden

### Rumänien(Volkszählung 2002)

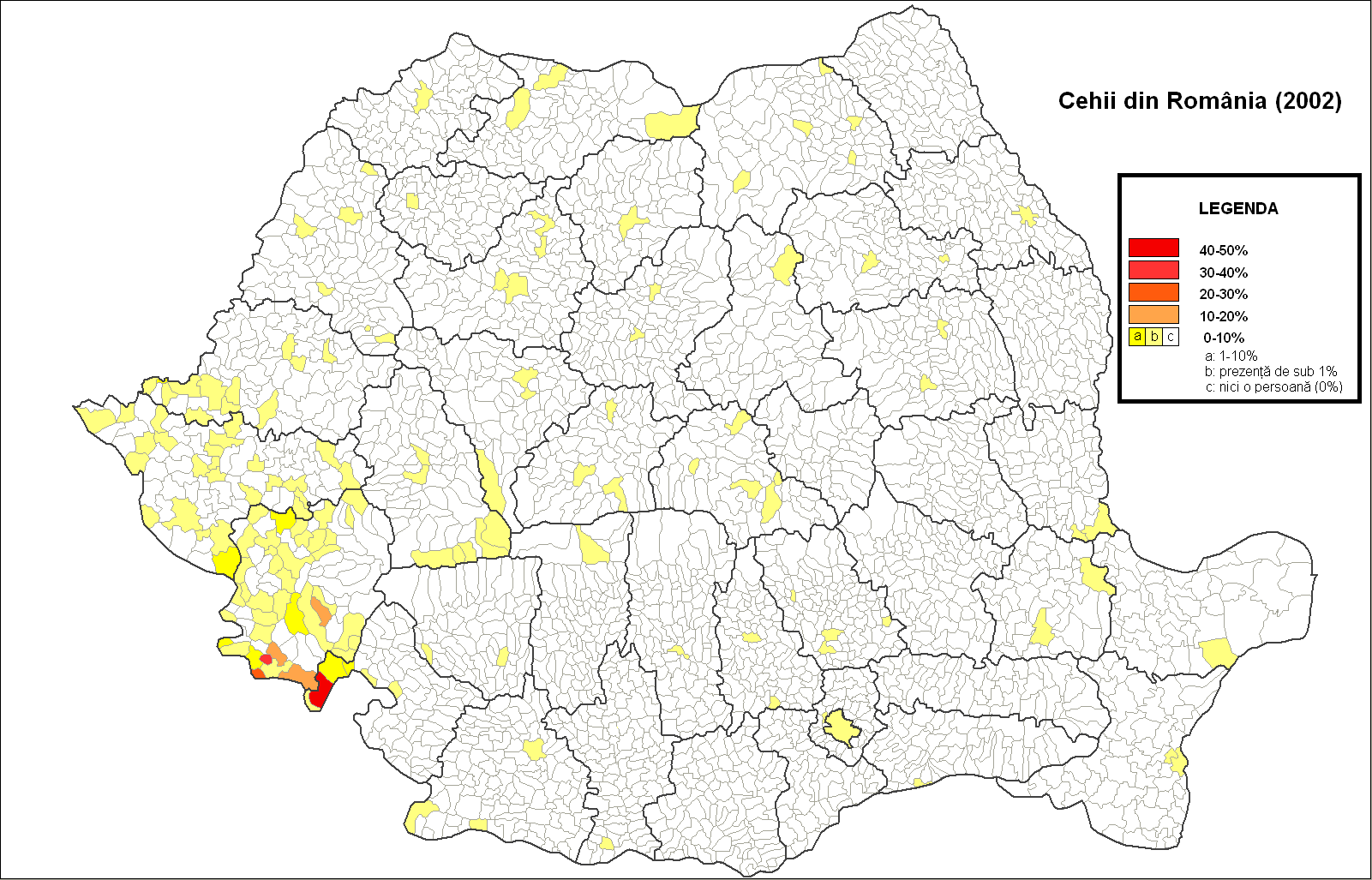
Die Verteilung der Tschechen in Rumänien (Volkszählung 2002)

- Dubova, Kreis Mehedinți -- 40,70 %
- Gârnic, Kreis Caraș-Severin -- 33,46 %
- Coronini, Kreis Caraș-Severin -- 27,36 %
- Berzasca, Kreis Caraș-Severin -- 14,24 %
- Șopotu Nou, Kreis Caraș-Severin -- 10,92 %
- Lăpușnicel, Kreis Caraș-Severin -- 10,75 %
- Socol, Kreis Caraș-Severin -- 4,60 %
- Peregu Mare, Kreis Arad -- 3,83 %
- Eșelnița, Kreis Mehedinți -- 2,31 %
- Orșova, Kreis Mehedinți -- 1,85 %

### Serbien
- Großgemeinde Bela Crkva -- 3,99 %

## Bekannte Banater Tschechen
- Ignat Bednarik, Maler
- Anton Chladek, Maler
- Anton Vorel, Botaniker
- Lascăr Vorel, Maler

## Karte
- Klub českých turistů: Turistická Mapa Banát, M 1 : 100.000. Karte und Führer. 1. Auflage. Freytag & Berndt, Prag 2001, ISBN 80-85999-88-9 (tschechisch, rumänisch, englisch).